# Inkomstförsäkring
En inkomstförsäkring är en försäkring vars uppgift är att utöver den allmänna arbetslöshetsförsäkringen (a-kassan) trygga anställda personers inkomst om de skulle bli arbetslösa. Genom medlemskap i a-kassan får man vid arbetslöshet ut pengar men den summan är sällan tillräcklig för att täcka upp inkomstbortfallet.  Därför är det möjligt att teckna sig för en kompletterande inkomstförsäkring. 
Inkomstförsäkringar erbjuds som medlemsförmån till medlemmarna i de flesta svenska fackförbunden, men även av privata försäkringsbolag. Nästan alla TCO- och Saco-förbund och de flesta LO-förbund har en inkomstförsäkring. Det största fackförbundet utan inkomstförsäkring är Byggnadsarbetareförbundet, som under några år hade en sådan försäkring, men den avvecklades eftersom den förorsakade förbundet stora kostnader till följd av den höga arbetslöshetsrisken bland medlemmarna samtidigt som medlemmarnas löner ganska mycket översteg taket i arbetslöshetsförsäkringen. För att komma i åtnjutande av en facklig inkomstförsäkring måste man vara medlem av både en a-kassa och ett fackförbund. För att få ersättning från a-kassan krävs däremot enbart medlemskap i denna och inte i ett fackförbund även om de allra flesta a-kassemedlemmarna också är fackmedlemmar.
Ersättning från a-kassa betalas ut upp till 33 000 kronor/månad, därefter krävs en inkomstförsäkring för att erhålla löneersättning på 80 procent. Maximal ersättning från a-kassan är således 80 procent av 33 000 kronor eller 26 400 kronor (före skatt). För försäkringstagaren är det möjligt att få ersättning i maximalt 300 dagar. I vissa fall, när det gäller så kallade plusförsäkringar, förlängs ersättningsperioden med ytterligare 240 dagar efter det att utbetalningarna från mottagarens fackförbund har upphört.
Inkomsttaket höjdes under pandemiåret 2020 från 25 025 kronor i månaden till 33 000 kronor. Avsikten var att det skulle vara en temporär höjning, men den har ännu 2024 förblivit oförändrad. Trots denna höjning inskränker sig medelinkomsttagarens arbetslöshetsersättning från a-kassan fortfarande till endast drygt 60 procent av tidigare. Det gör det därför attraktivt för många, i första hand för högavlönade, att ha tillgång till fackförbundens kompletterande inkomstförsäkringar. De fackliga inkomstförsäkringarna har blivit ett viktigt rekryteringsverktyg för fackförbunden, dock inte för förbunden vars medlemmar i allmänhet har inkomster under eller strax över taket i a-kassan.